# Summer Pockets
«Summer Pockets» — японська візуальна новела, розроблена компанією Key, що є брендом Visual Arts. Її випуск для операційної системи Windows відбувся 29 червня 2018 року. Гра має вікову категорію для всіх. «Summer Pockets» є тринадцятою грою Key, що вийшла після таких попередніх проєктів, як «Kanon», «Air» та «Clannad». Розширена версія гри під назвою «Summer Pockets Reflection Blue» була випущена в Японії 26 червня 2020 року. Обидві версії гри, оригінальна та «Reflection Blue», були адаптовані на пристрої iOS та Android, а також на Nintendo Switch. Додатково, «Reflection Blue» була адаптована на PlayStation 4. Англійська версія оригінальної гри для Windows була випущена Visual Arts у 2020 році.
Дія гри розгортається на вигаданому острові у Внутрішньому морі Сето та розповідає історію Хайрі Такахари, юнака, який використовує нещодавню смерть своєї бабусі як привід втекти на острів після неприємного інциденту. Опинившись там, він знайомиться з мешканцями Торісіродзіми та кількома дівчатами, які є головними персонажами оповіді.
Ігровий процес у «Summer Pockets» являє собою інтерактивний розгалужений сюжет з кількома сценаріями та зосереджується на здобутті прихильності чотирьох головних жіночих персонажів гравцем; у версії «Reflection Blue» їх кількість зростає до семи. Концепцію гри розробив Дзюн Маеда, проте він не писав сценарій через схожість тематики з грою «Air», основним сценаристом якої він був. Попри те, що «Air» також має сільське приморське оточення влітку, команда розробників прагнула, щоб «Summer Pockets» мала інше відчуття. Ностальгія та материнський зв'язок є помітними темами в грі. Аніме-серіал, створений студією Feel, розпочав показ у квітні 2025 року, а закінчив у червні того ж року.

## Гемплей
Summer Pockets — романтична візуальна новела, де гравець бере на себе роль Хайрі Такахари. Геймплей переважно складається з читання оповіді та діалогів, що супроводжуються спрайтами персонажів на тлі ілюстрацій. У ключові моменти гравець бачить CG-арти. Гра має розгалужений сюжет з кількома кінцівками, залежно від вибору гравця.
У «Summer Pockets» є шість основних сюжетних ліній (у «Summer Pockets Reflection Blue» — десять). Спочатку доступні чотири (сім у «Reflection Blue»). Вибір гравця визначає розвиток сюжету, деякі рішення призводять до передчасних кінцівок. Для проходження всіх сюжетних ліній потрібні повторні проходження з різними варіантами вибору.
Після завершення маршруту кожної героїні, її зображення зникає з головного екрана. Після проходження всіх маршрутів стає доступним додатковий сценарій «Alka», а потім — «Pocket», що є істинним завершенням історії. У «Reflection Blue» після «Pocket» відкривається маршрут Умі. Після завершення «Pocket» усі героїні знову з'являються на головному екрані.
У «Summer Pockets» та «Summer Pockets Reflection Blue» представлено дві мініігри.
Перша — це мінігра в настільний теніс, що відбувається у форматі quick time event. Гравець повинен натиснути на один з круглих індикаторів на своєму боці в момент торкання м'яча. Успішні послідовні удари заповнюють шкалу інтенсивності та збільшують кількість індикаторів з трьох до п'яти, які часто змінюють позицію. Послідовні влучення в один і той самий індикатор змінюють його колір від синього до жовтого, червоного, фіолетового і, нарешті, до різнокольорового індикатора «Суперудар!!». Точність натискань оцінюється як «добре», «чудово» та «відмінно». Гра триває до вичерпання шкали інтенсивності (що призводить до поразки гравця) або до набору гравцем достатньої кількості очок для перемоги над суперником. У «Reflection Blue» в мінігру з настільного тенісу додано парні матчі з аналогічною базовою механікою.
Друга мінігра — це складна гра з ловлі та битв під назвою Islamon. У ній потрібно зловити 100 різних Islamon у 10 різних локаціях острова, використовуючи 20 видів приманок. Будь-яку приманку можна використовувати в будь-якій локації, але на кожну приманку в кожній локації доступно лише від одного до чотирьох видів Islamon. Шанс зустрічі з кожним Islamon також залежить від використаної приманки в певній локації. Наприклад, використання підсолодженої води в Горах дає 25 % шанс зустрічі з Капустяним метеликом, але використання тієї ж приманки на Пляжі дає 30 % шанс зустрічі з тим самим Islamon. Шанси зустрічі з Islamon варіюються від 5 до 100 % (у 30 з 200 комбінацій можлива зустріч лише з одним видом Islamon). Гравець починає з трьома видами приманок і трьома локаціями для їх встановлення. Спочатку гравець може встановлювати дві пастки з приманкою на день, але це число може збільшитися до п'яти залежно від рангу гравця.
Гравець може битися своїми Islamon проти супротивника двічі на день, причому кожен гравець може використовувати до трьох Islamon за бій. Кожен Islamon має рейтинг від 1 до 5 зірок та один із трьох типів — Вода, Вітер або Земля, де Вода перемагає Вітер, Вітер перемагає Землю, а Земля перемагає Воду. Гравці налаштовують свій запас доступних Islamon і вибирають, з ким і в якому порядку битися, але решта бою відбувається автоматично. Метою битв є підвищення рангу серед 35 інших осіб, і перемога над супротивником призводить до обміну рангами з ним. Це триває до досягнення гравцем 8-го рангу, після чого гравець може підвищуватись лише на один ранг за кожну перемогу. Після перемоги над гравцями з 7-го по 2-й ранг, гравець може битися з противником 1-го рангу як з фінальним босом. Під час бою можуть відбуватися несподівані події, засновані на взаємовідносинах певних Islamon з конкретним противником.

## Сюжет
Дія Summer Pockets розгортається на ізольованому острові Торісіродзіма у Внутрішньому морі Сето. Умі Такахара, донька Хайрі та Сірохи Такахара (уродженої Нарусе), успадковує прокляту силу матері, яка помирає при її народженні. Батько забирає Умі з острова, щоб запобігти розвитку її сили, що руйнує їхні стосунки. Умі таємно повертається на острів і, активувавши силу, випадково потрапляє у липень 2000 року, коли її батько вперше зустрів матір.
У липні 2000 року Хайрі приїжджає на острів через смерть бабусі та знайомиться з Сірохою, яка вірить у своє прокляття передбачення майбутнього. Також він зустрічає Ао Соракадо, яка досліджує легенди острова, Камоме Кусіму, дівчину, що шукає піратський корабель, і Цумугі Вендерс, молодшу дівчину, яка шукає себе. Хайрі живе з Умі під псевдонімом Умі Като. Умі намагається зблизитися з матір'ю, але безуспішно, що змушує її використовувати силу і переживати літо знову і знову, втрачаючи при цьому силу та когнітивні здібності.
Після проходження всіх маршрутів героїнь починається нова ітерація літа 2000 року. Сила Умі слабшає, але вона наполягає на грі в сім'ю з Хайрі та Сірохою. Її справжня особистість випадково розкривається. Після літа сила Умі вичерпується, і вона спостерігає за смертю матері в духовній формі, дізнаючись, що Сіроха не передбачає майбутнє, а застрягла в схожій часовій петлі, переживаючи спогади минулих циклів. Щоб врятувати матір, Умі намагається запобігти отриманню нею сили в дитинстві, використовуючи останню спробу часового стрибка.
У дитинстві Сірохи Умі з'являється як її альтер-его Нанамі. Вона підтримує Сіроху після смерті батька та зникнення матері, запобігаючи отриманню нею сили. Це змінює майбутнє, ставлячи під загрозу існування Умі. Сіроха розкриває особистість Нанамі, і Умі зникає в її обіймах.
У новому літі Хайрі приїжджає на острів, але не зав'язує стосунків. Проте наприкінці літа він має короткий спогад про Умі та минулі літа. На кораблі він вирішує зустрітися з Сірохою, і вона погоджується навчити його готувати тяхан. Розширений епілог у «Reflection Blue» показує, що Хайрі та Сіроха стають парою, а Умі нарешті возз'єднується зі своїми живими батьками.

## Персонажі
Хайрі Такахара (яп. 鷹原 羽依里, Takahara Hairi)
Сейю: Сьоя Чіба
Сіроха Нарусе (яп. 鳴瀬 しろは, Naruse Shiroha)
Сейю: Кономі Кохара
Ао Соракадо (яп. 空門 蒼, Sorakado Ao)
Сейю: Нацумі Такаморі
Камоме Кусіма (яп. 久島 鴎, Kushima Kamome)
Сейю: Томомі Мінеучі (відео-гра), Нене Хіеда (аніме)
Цумугі Вендерс (яп. 紬 ヴェンダース, Tsumugi Vendāsu)
Сейю: Емірі Іваї
Мікі Номура (яп. 野村 美希, Nomura Miki)
Сейю: Саку Ічімія
Шізуку Мізуорі (яп. 水織 静久, Mizuori Shizuku)
Сейю: Сахомі Кояма
Умі Като (яп. 加藤 うみ, Katō Umi)
Сейю: Аймі Танака
Шікі Каміяма (яп. 神山 識, Kamiyama Shiki)
Сейю: Ай Файруз
Нанамі (яп. 七海)
Сейю: Кана Ханадзава

## Виробництво
Розробка «Summer Pockets» почалася після завершення проєктів «Angel Beats! 1st Beat» (2015) та «Harmonia» (2016). Спочатку сценарист Юто Тонокава очолював новий проєкт, але його було відкладено. Тонокава звільнився, і проєкт скасували. Каю призначили керівником нового проєкту, що став «Summer Pockets». Серед співробітників Visual Arts провели конкурс ідей, які мали поєднувати приємне повсякдення та зворушливу історію, не обмежуючись попередніми роботами Key.
Дзюн Маеда наполягав, що нова робота Key має викликати сльози у читачів, інакше це буде кінцем для компанії. Серед ідей була пропозиція Ю Ніідзіми, схожа на «Привид у броні». Маеда, який не планував подавати власну ідею, запропонував свій варіант як приклад, який одразу ж прийняли за основу «Summer Pockets». Через тематичну схожість з «Air» (2000), сценарій до якої він переважно писав, Маеда вирішив не писати сценарій для нової гри.
Кай почав розробляти концепцію за участі Маеди, але через його госпіталізацію до проєкту залучили більше сценаристів. Ю Ніідзіма, який раніше працював у Saga Planets, став одним зі сценаристів. Також до команди приєднався Хасама, який працював над сценарієм портів «Kud Wafter» (2010). Кай написав сценарій для маршруту Ао, Ніідзіма — для Сірохи та Камоме, а Хасама — для Цумугі.
Дія гри відбувається на вигаданому острові, але локації засновані на реальних місцях — Наосіма, Мегідзіма та Огідзіма. Важливу роль відігравала тема ностальгії, яку Кай порівнював із серією ігор «Boku no Natsuyasumi». Щодо схожості з «Air», Кай зазначив, що «Summer Pockets» матиме іншу атмосферу завдяки взаєминам між героїнями та наявності харизматичних чоловічих персонажів, подібно до «Little Busters!» (2007) та «Angel Beats!» (2010). Маеда додав, що тема материнського зв'язку з «Air» також присутня в «Summer Pockets».
Головним художником та дизайнером персонажів став Na-Ga. Пізніше до команди приєдналися Юнон Нагаяма, Цубасу Ізумі та Фумуюн для створення додаткових дизайнів персонажів. Нагаяма раніше працювала над дизайном персонажів для «Angel Beats! 1st Beat». Кай запросив Ізумі, з яким хотів давно попрацювати, за рекомендацією Харумі Сакурай (голос Юрі Накамури з «Angel Beats!»). Фумуюн створив дизайн двох другорядних персонажів. Дизайн супердеформованих персонажів розробив Енгійосі. Саундтрек до гри написали композитори Key — Маеда та Сіндзі Оріто, а також Донмару, Томохіро Такешіта та Рьо Мізуцукі.

### Випуск та реклама
Для промоції «Summer Pockets» з 27 лютого по 26 березня 2018 року на YouTube виходило дев'ятисерійне інтернет-радіошоу «Samapoke Kikikomi Radio» за участі президента Visual Arts Такахіро Баби. З 1 березня по 29 червня 2018 року 53 художники публікували ілюстрації персонажів гри з коментарями. 30 березня 2018 року в аніме- та ігрових магазинах Японії почали безкоштовно розповсюджувати повнокольорову вступну брошуру «Summer Pockets Walker». Для реклами гри J.I.O Create створили іташу на базі Honda Stream RSZ 2007 року з зображеннями героїнь гри, яка демонструвалася по всій Японії з 3 травня по 8 червня 2018 року. 26 липня 2018 року автомобіль продали на аукціоні Yahoo! за ¥1 411 000. З 14 травня по 5 липня 2018 року ілюстратор Енгійосі створив 17 коротких коміксів «Summer Pockets Theater». З 31 жовтня 2018 року по 24 грудня 2019 року на сайті гри виходили 12 коротких оповідань «Natsu no Mabushisa no Naka de» від сценаристів гри (Кая, Хасами та Ю Ніідзіми) з ілюстраціями Фумуюна. Пізніше ці оповідання були видані у 144-сторінковій книзі з трьома додатковими історіями, вперше представленій на Visual Arts Winter Fes 20 грудня 2020 року.
24 квітня 2018 року Key випустила безкоштовну демоверсію «Summer Pockets» на офіційному сайті гри. Реліз повної версії для Windows відбувся 29 червня 2018 року обмеженим виданням до якого входили офіційний путівник «Torishirojima Kankō Nisshi», ремікс-альбом «Swallow Tale», гумовий підсклянник, серветка з мікрофібри, наліпка, що світиться в темряві, та промо-картки для колекційних карткових ігор Weiß Schwarz і Lycèe. Понад два десятки магазинів в Акіхабарі та онлайн пропонували спеціальні промо-товари при покупці обмеженого видання гри, включаючи телефонні картки, гобелени, килимки для миші, постери, підставку для смартфона та чотири окремі drama CD. Ці чотири drama CD пізніше були перевидані разом з додатковим drama CD «Summer Pockets Drama CD Collection» на Comiket 95 29 грудня 2018 року.
«Summer Pockets» була портована на iOS 17 грудня 2018 року та на Android 21 грудня 2018 року. Prototype випустила версію для Nintendo Switch 20 червня 2019 року. Англійська версія для Windows від Visual Arts вийшла 5 лютого 2020 року.

### Reflection Blue
Summer Pockets Reflection Blue — оновлена версія гри, випущена для Windows 26 червня 2020 року у двох виданнях: обмеженому та спеціальному, що включало додатковий контент. Обидва видання містили путівник «Torishirojima Kankō Nisshi 2», ремікс-альбоми та інші промо-товари (всього сім). Спеціальне видання також включало артбук, акрилову підставку, міні-іграшку Інарі, футболку, намисто, обкладинку для книги та набір голографічних карток «Summer Pockets». Перед випуском гри 23 художники публікували ілюстрації персонажів з коментарями (з 3 березня по 2 липня 2020 року), а також було випущено п'ять коротких ваншот-манґ (з 4 по 22 червня 2020 року).
Спочатку задуманий як фан-диск, пізніше проєкт вирішили випустити як нову версію гри з доповненнями від тієї ж команди розробників. «Reflection Blue» містить чотири додаткові маршрути: два для Мікі Номури та Шізуку Мізуорі з оригінальної гри, маршрут нової героїні Шікі Каміями та окремий маршрут для Умі Като. Кай написав сценарії для маршрутів Мікі, Умі та Шікі, а Хасама — для Шізуку. Також додано нові повсякденні сценарії з взаємодією персонажів та оновлено мінігру в настільний теніс. 24 травня 2019 року Visual Arts випустила 224-сторінковий артбук «Summer Pockets Visual Fanbook» з оглядом сюжетів, інформацією про персонажів, інтерв'ю з розробниками та ілюстраціями. 25 лютого 2022 року вийшло 352-сторінкове перероблене видання артбука з додатковим контентом з «Reflection Blue» під назвою «Summer Pockets Reflection Blue Visual Fanbook».
«Reflection Blue» була портована на Android 20 серпня 2020 року, на iOS — 27 квітня 2021 року. Prototype випустила версію для Nintendo Switch 1 липня 2021 року, а для PlayStation 4 — 21 липня 2022 року.

## Адаптації

### Манґа
Спіноф манґа-серія, ілюстрована Юнон Нагаямою та присвячена Цумугі Вендерс, під назвою «Summer Pockets Mugyu Days: Tsumugi no Shima Sanpo» (яп. Summer Pockets むぎゅでいず〜紬の島さんぽ〜, Літні кишеньки: М'яке життя — прогулянка островом Цумугі), почала виходити в журналі Dengeki Moeoh видавництва ASCII Media Works та на вебсайті KadoComi видавництва Kadokawa Corporation 28 лютого 2025 року.
Анонс манґа-адаптації оригінальної візуальної новели та її аніме-адаптації відбувся на AnimeJapan 2025. Серія під назвою «Summer Pockets: Natsu no Takaramono» (яп. Summer Pockets ーなつのたからものー, Літні кишеньки: Літні скарби), ілюстрована wogura, почне виходити на вебсайті Tonari no Young Jump видавництва Shueisha у травні 2025 року.

### Аніме
Під час двогодинної трансляції «Key Channel Special: Lunaria Feature #2 & Staff Year-End» 29 грудня 2021 року було оголошено про «виробництво» аніме-адаптації. Пізніше було підтверджено, що це буде телевізійний серіал, створений студією Feel, режисером якого став Томокі Кобаяші, Кейічіро Очі відповідає за композицію серіалу, Май Оцука розробляє дизайн персонажів, а композитори з візуальної новели повертаються до своїх ролей музичних композиторів разом із Шюхеєм Охаші. Акторський склад з візуальної новели повертається до своїх ролей, а Нене Хіеда замінює Томомі Мінеучі. Прем'єра серіалу відбулася 7 квітня 2025 року, а закінчилась 23 червня 2025 року на Tokyo MX та інших мережах і триватиме два послідовні сезони. Початковою піснею є «Alkatale», а кінцевою — «Lasting Moment», обидві у виконанні Кономі Сузукі, які раніше були головними темами у візуальній новелі. Crunchyroll здійснює потокову трансляцію серіалу.

#### Серії
| № серії | Назва серії                                                                                               | Оригінальна дата показу |
| --- | --- | ----------------------- |
| 1 | «Ласкаво просимо на острів Торісіродзіма» Транслітерація: «Torishirojima e Yōkoso» (яп. 鳥白島へようこそ) | 7 квітня 2025           |
| Хайрі Такахара прибуває на острів Торісіродзіма на пропозицію своєї тітки Місакі Кьоко допомогти з речами його покійної бабусі на літніх канікулах, вважаючи себе «пораненим перелітним птахом». На острові він відчуває дежавю. Вночі, повертаючись з їдальні, він губиться на скутері біля початкової школи та чує плескіт у басейні, де бачить дівчину на ім'я Сіроха, яка робить вправи у воді. Вона показує йому дорогу, але потім каже «досукой», що як пояснює Кьоко, означає роздратування. Наступного дня він зустрічає Умі, родичку, яка живе в будинку, дівчину, що спить під деревом зі своїм улюбленцем, якій він допомагає, та двох хлопців, що займаються «полюванням без сорочок». Вночі він отримує посилку зі своїми речами. Побачивши фотографію зі свого плавального клубу, Хайрі повертається до басейну, де бачить Сіроху, яка вчиться плавати, і дає їй поради. | |                         |
| 2 | «Як провести літні канікули» Транслітерація: «Natsuyasumi no sugoshikata» (яп. 夏休みの過ごし方)          | 14 квітня 2025          |
| Оскільки справи в сараї йдуть добре, Кьоко дає Хайрі вихідний, пропонуючи йому дослідити острів. На пірсі він зустрічає Сіроху, яка дякує йому за поради з плавання. Відвідавши місцевий храм, він помічає маяк, на якому бачить дівчину, що наспівує пісню, кажучи, що «шукає себе». Він також знайомиться з Номурою Мікі, «мисливцем без сорочки», та Мітані Рьоічі, хлопцем, якого він зустрів під час того «полювання». Ще він зустрічає Тензена, фаната настільного тенісу, що живе в горах, та на вітальній вечірці в їдальні — Соракадо Ао, дівчину, яку він бачив сплячою під деревом. Хайрі дізнається, що Мікі, Рьоічі, Тензен та Ао є членами молодіжної організації острова. Вони розповідають йому про Нарусе Сіроху, яка мало з ким спілкується, а Ао радить йому не зв'язуватися з нею. Наступного дня Хайрі зупиняється біля придорожнього магазину, щоб купити крижаної стружки. Літній власник запрошує його зайти, щоб охолодитися, і Хайрі випадково застає Ао в момент роздягання. Від несподіванки він проливає свою крижану стружку їй на сідниці. Вибачаючись, Хайрі пропонує Ао, яка насправді працює в магазині, зробити те саме з ним. Це перетворюється на справжнє жбурляння крижаною стружкою. Увечері, приймаючи ванну, Хайрі розмірковує про події перших трьох днів на острові та запитує себе, чому він сюди приїхав. Він зізнається, що прийняття запрошення тітки Кьоко було лише приводом кудись втекти. Вночі він знову виходить і натрапляє на відокремлений пляж, де бачить Сіроху та розмовляє з нею. Вони говорять про те, як він бачив її в порту на поромі, спостерігаючи за двома птахами в небі, та про те, чому він приїхав на острів — щоб згадати своє дитинство, коли він бігав нескінченним літом з родиною та друзями, завжди маючи чим зайнятися, а сонце яскраво світило в їхньому житті. Останні три дні були саме такими, і він відчуває хвилювання. Сіроха також дізнається від своєї бабусі Кідо, літньої жінки, яку Хайрі зустрів на поромі, що він приїхав сюди, щоб залікувати свої зламані крила, і вважає це дивним. | |                         |
| 3 | «Піратський корабель і дівчина» Транслітерація: «Kaizoku-sen to shōjo» (яп. 海賊船と少女)                 | 21 квітня 2025          |
| Хайрі вирушає на прогулянку за порадою Умі. Біля острівного водосховища він знаходить Сіроху, яка грає в гру, і вона сердиться, коли її застають. По дорозі він зустрічає дівчину, чия валіза застрягла в зливовій решітці. Вона дивно знає його ім'я і представляється як Кушіма Камоме. Він котить її валізу разом з нею в обмін на те, що дивиться на неї, поки вона наспівує морську пісню. Зустрівши Умі, Камоме з'їжджає з пагорба, про який їх попереджала Умі, і падає в море. У Хайрі раптово з'являються спогади про його невдачу на великих змаганнях з плавання, коли він намагався її врятувати, але в результаті врятували його. Камоме дякує йому за спробу, незважаючи на те, що він не вміє плавати. Вона згадує, що була на острові давно, на загальнонаціональному літньому таборі, і тягне його за руку шукати пригод. Зустрівши Сіроху в магазині, яка засмутилася через відсутність кавунових батончиків, вони з Камоме йдуть до початкової школи, на горище, де Камоме знаходить замкнену скриню зі скарбами, маленький блокнот та прапор її «екіпажу» із зображенням, схожим на те, що на її валізі. Під час того літнього табору вона з другом сховали прапор, блокнот та свій секрет у скрині на горищі, домовившись зустрітися через десять років. Коли він котить її на валізі до порту, вона обіцяє йому ще кращу пригоду наступного разу, називаючи його хорошою людиною. | |                         |
| 4 | «Скарб одного літа» Транслітерація: «Hito natsu no takaramono» (яп. ひと夏の宝物)                         | 28 квітня 2025          |
| Хайрі зустрічає Камоме, яка показує йому скриню зі скарбами, знайдену на горищі школи. У скрині чотири замки (оскільки вона була лідером, то її замок був відсутній). Вони вирушають на пошуки ключів, підказки до яких знаходяться в маленькому блокноті, що був у скрині. По дорозі вони зустрічають Цумугі Вендерс, доглядачку маяка. Перший ключ знайдено під сходами святилища місцевого божества, а другий, наступного дня, — біля собачої будки у крематорії острова. Третій ключ має бути захований у курнику. Оскільки курник знаходиться біля будинку Сірохи, їм довелося позичити шкільну форму Ао, щоб пройти повз вороже налаштованого дідуся Сірохи та потрапити всередину. Хайрі знаходить останній ключ, захований у пташиному гнізді, але падає з дерева через те, що птах люто захищає своє гніздо. Наступного дня він прокидається від того, що Камоме в костюмі покоївки доглядає за ним у будинку Кьоко та тимчасово виконує його обов'язки. Того вечора вони відкривають скриню зі скарбами, і Камоме щиро дякує Хайрі. Раніше Камоме казала, що все, чого вона хотіла, це друзі, оскільки все дитинство вона була одиначкою, і вирушила до літнього табору, де зустріла Таку, Хаято, Цубаме та Судзуме — імена, які здаються Хайрі знайомими. Камоме згадує, що знайдений ними скарб занадто великий, щоб поміститися в скриню, але вони знайшли його: піратський корабель десь на острові, а скриня містила карту до місця розташування корабля. П'ятеро друзів мусили повернутися, літній табір закінчився наступного дня, і вони розійшлися, але пообіцяли повернутися через десять років. Здається, вона єдина, хто повернувся, і сповнена рішучості знову побачити піратський корабель. | |                         |
| 5 | «Пригоди Хіґенеко» Транслітерація: «Hi-ge neko-dan no bōken» (яп. ひげ猫団の冒険)                         | 5 травня 2025           |
| Камоме та Хайрі вирушають до місця розташування піратського корабля. Хайрі починають переслідувати спогади з минулого, схожі на спогади Камоме. Коли вони відпочивають біля входу до печери, Хайрі бачить сон про дівчину з валізою, яка насправді використовувала її як милицю, щоб приховати біль у ногах. Він прокидається, бурмочучи, чому вона не дозволила йому взяти її валізу, поки його не будить Камоме. Протягом усієї подорожі та перебуваючи в печері, Хайрі бачить пов'язані знайомі спогади, а блакитноволоса дівчина в його спогадах має схожість з Камоме. Коли він запитує її про ногу, Камоме спочатку трохи приховує, але пізніше розповідає правду з міркувань безпеки. Згадуючи той спогад, він справді пригадав, як дівчина казала, що у неї болять ноги, оскільки вона довго була в лікарні. Дівчина була впертою і вирішила продовжити пригоду, незважаючи на його поради. Пізніше Камоме дізнається причину, чому Хайрі приїхав на острів — щоб втекти через те, що підвів свою команду з плавання. Тут вона знаходить з ним щось спільне. Вона сподівається знайти там своїх друзів, але розуміє, що нікого з них немає, у її єдиному спогаді дитинства про літо. Їхня пригода набуває несподіваного повороту, коли Камоме падає в підземний потік, а Хайрі ледве рятує її, недалеко від виходу з печери, що веде до бухти, де знаходиться піратський корабель. Знайшовши свою ціль, Камоме сповнена рішучості побачити корабель, з валізою чи без неї, але поруч із Хайрі. Вона просить його ніколи не забувати, що сталося під час тієї пригоди. | |                         |
| 6 | «Через сім морів» Транслітерація: «Nanatsunoumi o Koete» (яп. 七つの海を越えて)                           | 12 травня 2025          |
| Хайрі відновлює свої спогади після таємничого зникнення Камоме під час дослідження піратського корабля. Він збирає друзів, щоб знайти її валізу, і відкриває книгу, що детально описує дитинство Камоме та її мрію очолити піратський екіпаж під назвою Higenekos. Історія розкриває, що Камоме часто була ізольована через хворобу, але мріяла про пригоди, натхненна подорожами батька та книгою матері, заснованою на її ідеях. Хайрі відвідує будинок Камоме на приватному острові, щоб повернути її валізу, де зустрічає її матір Сагі, автора книги, де Камоме була головним персонажем, та справжню власницю валізи, яка, за її словами, таємничо зникла після прибуття на острів з чоловіком та юною Камоме. Він дізнається, що Камоме впала в кому, будучи прикутою до ліжка у Фінляндії ще до літа. Піратський корабель, який вона просила у матері, та його історія були частиною грандіозного плану боязкої Камоме здійснити своє бачення дружби, а листи в капітанській каюті — один з них від Хайрі — відображають вплив її розповіді. Хайрі знаходить лист від Камоме між сторінками свого примірника книги, де вона обіцяє зустріч через десять років — обіцянку, яку вона не змогла дотримати через своє здоров'я. Вирішивши втілити її мрію, і тому що він закохався в неї, Хайрі залучає Ао та решту її друзів до відновлення корабля. Він проводить ніч у капітанській каюті та бачить сон про Камоме, що підтверджує: її мрія здійснилася духовно. Він пише у відповідь дітям, які колись писали їй, і просить Сіроху зробити прапор Higeneko, який він з гордістю піднімає на щоглі корабля у присутності всього екіпажу Higeneko — всіх тих дітей, яким Хайрі писав листи у відповідь. Камоме з'являється перед ним востаннє, посміхаючись тому, що він зробив. Хайрі обіцяє, що вони вирушать у пригоду через десять років. Коли Хайрі читає останній лист Камоме, Умі сумно зникає з кінцем літа. | |                         |
| 7 | «Маяк, пісня та дівчина» Транслітерація: «Tōdai to uta to shōjo» (яп. 灯台と歌と少女)                     | 19 травня 2025          |
| Через кілька днів після прибуття на острів Хайрі зустрічає Цумугі, таємничу дівчину на маяку, яка шукає своє призначення. Разом з ексцентричною Шізуку вони зближуються під час пляжних пригод та через спільне відчуття розгубленості. Цумугі наспівує пісню, назви якої не знає, що стає символом її пошуку ідентичності. У міру того, як вони стають ближчими, вона відкриває, що незабаром мусить відправитися в далеку подорож, але Хайрі обіцяє провести решту літа з нею, створюючи спогади, перш ніж вона зникне. | |                         |
| 8 | «У пошуках розваг» Транслітерація: «Yaritai koto sagashi» (яп. やりたいこと探し)                          | 26 травня 2025          |
| Хайрі проводить літо з Цумугі та Шізуку, сподіваючись зробити Цумугі щасливою до її від'їзду з острова. У міру того, як їхній зв'язок міцнішає, Шізуку дражнить Хайрі щодо його закоханості, що він заперечує, але це бентежить Цумугі. Разом вони насолоджуються безтурботними пригодами, зокрема будівництвом веж з банок від чипсів (за допомогою острівної молоді) та пошуком таємничої пісні, яку наспівує Цумугі. Знайшовши мелодію за допомогою старої німецької збірки дитячих віршиків на складі Кьоко, вони вирішують написати власні слова. Пізніше Цумугі зізнається Хайрі в коханні, і він відповідає їй взаємністю. Тієї ночі Хайрі знаходить стару фотографію Цумугі — з дня її таємничого зникнення. | |                         |
| 9 | «Цумугі та Цумугі» Транслітерація: «Tsumugi to Tsumugi» (яп. 紬とツムギ)                                  | 2 червня 2025           |
| Шізуку починає хвилюватися, коли Цумугі зникає на незвично довгий час. Під час її пошуків Хайрі та Шізуку дізнаються стару історію про блондинку, яка зникла десятиліття тому — її також звали Цумугі. Лише старий продавець та Като-сан (яка, як з'ясувалося, була єдиною людською подругою Цумугі й нещодавно померла) знали, що її забрали духи. Підказки приводять їх до занедбаного будинку та щоденника Цумугі, який розкриває її самотність, заборонене кохання з доглядачем маяка, її таємниче зникнення та запис, доданий кимось, щоб ніхто не забув про неї. Хайрі кидається до маяка і переноситься до дивного царства, де знаходить Цумугі, яка його не пам'ятає. Вона у пастці через свої невирішені жалі. Хоча він закликає її повернутися, вона відмовляється, просячи його піклуватися про Цумугі у його світі. Хайрі вдається втекти і прокидається, бачачи Шізуку та Цумугі, які плачуть від переживань — він зник на цілий день. Цумугі повернулася, і Хайрі обіцяє залишатися поруч з нею до останнього дня літніх канікул. | |                         |
| 10 | «Літні канікули довжиною в життя» Транслітерація: «Isshō-bun no natsuyasumi» (яп. 一生分の夏休み)         | 9 червня 2025           |
| В останній тиждень літа Хайрі та Шизуку вирішують провести максимум часу з Цумугі, яка має таємниче походження. Вони наповнюють дні спільними спогадами з друзями, кульмінацією чого стає день народження Цумугі 31 серпня. Цумугі дарує їм ключі від маяка, зізнається в коханні та бажає залишитися назавжди. Того ж вечора громада острова влаштовує їй сюрприз — освітлену доріжку до маяка. Цумугі розкриває, що вона зайняла місце іншої, зниклої Цумугі, і її місія була в тому, щоб оригінальну Цумугі не забули. Після зустрічі з Шизуку та Хайрі вона знайшла щастя. Опівночі свого «дня народження» Цумугі зникає, залишаючи по собі плюшевого ведмедика, названого Шизуку «Цумугі». Наступного дня, коли Хайрі збирається покинути острів, Шизуку розуміє, що Цумугі була її літніми канікулами. Вони чують знайому пісню від новоприбулої дівчинки, і Хайрі обіцяє зустріти її наступного літа. Тим часом Умі в іншому світі відносить ведмедика Цумугі до маяка та прощається, зникаючи сама. Через рік Хайрі та Шизуку повертаються до маяка, чекаючи на нову зустріч із Цумугі. | |                         |
| 11 | «Літній метелик і нічна дівчина» Транслітерація: «Natsu no Chō to Yoru no Shōjo» (яп. 夏の蝶と夜の少女)   | 16 червня 2025          |
| Під час дослідження острова Хайрі зустрічає своєрідну Соракадо Ао, яку спочатку знаходить сплячою під деревом, а потім офіційно зустрічає на вечірці молодіжної групи. Одного разу Хайрі незграбно застає Ао за перевдяганням у магазині, випадково обливаючи її, що, здається, дивно тішить дівчину. Через зайнятість Ао, Хайрі просять наглядати за нею під час планування фестивалю, де її грайлива та дещо збочена натура стає очевидною. Пізніше Хайрі помічає сяйво на горі і знаходить там Ао, яка взаємодіє зі світляними метеликами. З'ясовується, що Хайрі також може бачити цих Шічіейчоу, що дивує Ао, оскільки він тихо спостерігав за нею. | |                         |
| 12 | «Жриця Соракадо» Транслітерація: «Sorakado no Miko» (яп. 空門の巫女)                                      | 23 червня 2025          |
| Хайрі розслідує дивну поведінку Ао і дізнається від Сірохи про три родини острова, зокрема сім'ю Соракадо, яка досі виконує таємні гірські ритуали. Незважаючи на попередження Ао, він піднімається на гору, де бачить світляних метеликів, що є спогадами людей із незавершеними справами. Дотик до одного з них викликає болюче видіння, і Ао рятує його, пояснюючи, що її обов’язок — направляти ці духи, особливо шукаючи пам'ять її сестри Ай, яка перебуває в комі. Хайрі пропонує допомогу, зізнаючись у своїх почуттях, і вони зближуються, коли він приєднується до неї на горі, дізнаючись про священне дерево Майої Тачібана, що дозволяє Ао проводити ритуал. Пізніше Хайрі відвідує Ай з Ао і обіцяє чекати на неї та допомогти знайти її пам'ять. Він також дізнається, що його тітка має книгу про Шічіейчоу, яка може містити відповіді. Наступного дня Хайрі помічає Шічіейчоу біля Умі, а Ао знаходить у книзі спосіб повернути Шічіейчоу до сплячого тіла. | |                         |

## Сприйняття
«Summer Pockets» очолила чарт продажів на Getchu.com, у місяць свого випуску та посіла 4-те місце в липні. За підсумками 2018 року гра стала третьою за продажами на цьому сайті. Також вона 12 тижнів поспіль (за винятком періодів відсутності товару) була лідером продажів комп'ютерних ігор на японському Amazon. «Summer Pockets Reflection Blue» посіла перші дві позиції за продажами ігор на Getchu.com у місяць свого випуску (обмежене та спеціальне видання) та 13-те місце в липні. За підсумками року гра посіла 2-ге та 19-те місця за продажами (залежно від видання). «Reflection Blue» очолювала чарт продажів комп'ютерних ігор в Японії протягом тижня з 22 по 28 червня 2020 року, а за підсумками 2020 року посіла 3-тє, 6-те та 7-ме місця (залежно від видання).
На Bishōjo Game Awards 2018 від Getchu.com «Summer Pockets» посіла 1-ше місце в категоріях «Комплексна оцінка», «Сценарій», «Музика» та «Демо-ролик», а також 2-ге місце в категорії «Графіка», 2-ге та 14-те місця в категорії «Персонажі» (Сіроха та Камоме відповідно) та 7-ме місце за «Ігрову систему». На Bishōjo Game Awards 2020 «Reflection Blue» посіла 1-ше місце в категорії «Музика», 2-ге місце в категорії «Демо-ролик», 4-те місце в категорії «Сценарій», 5-те місце в категоріях «Комплексна оцінка» та «Персонажі» (Шікі) та 6-те місце за «Ігрову систему». На Moe Game Awards 2018 «Summer Pockets» отримала Гран-прі, нагороду глядацьких симпатій та щомісячну нагороду за червень 2018 року. На Moe Game Awards 2020 «Reflection Blue» отримала нагороду за найкращу головну тему («Asterlore») та щомісячну нагороду за червень 2020 року. Порт «Reflection Blue» для Nintendo Switch у 2021 році отримав оцінку 32/40 (8, 8, 8, 8 від чотирьох рецензентів) від японського журналу про відеоігри Famitsu.